# 小行星18707
小行星18707（18707 Annchi）是一颗绕太阳运转的小行星，为主小行星带小行星。该小行星于1998年4月21日发现。

## 轨道参数
小行星18707的轨道半长轴为2.5565706 UA，离心率为0.186。